# Phytomyza banffensis
Phytomyza banffensis är en tvåvingeart som beskrevs av Spencer 1969. Phytomyza banffensis ingår i släktet Phytomyza och familjen minerarflugor. Inga underarter finns listade i Catalogue of Life.